# Glossamia timika
Glossamia timika és una espècie de peix pertanyent a la família dels apogònids.

## Descripció
- Pot arribar a fer 9,5 cm de llargària màxima.[3][4]

## Hàbitat
És un peix d'aigua dolça, demersal i de clima tropical.

## Distribució geogràfica
Es troba a la conca del riu Minarjewei (Nova Guinea, Indonèsia).

## Observacions
És inofensiu per als humans.